# Conway (Iowa)
Conway – miasto w Stanach Zjednoczonych, w stanie Iowa, w hrabstwie Taylor.

## Demografia
Zgodnie ze spisem statystycznym z 2000 roku, miasto liczyło 63 mieszkańców. W 2023 roku liczba mieszkańców spadła gwałtownie aż o ¾, do zaledwie 16 osób, a gęstość zaludnienia poniżej 27 osób/km². Jest to prawdopodobnie najmniejsza, pod względem liczby mieszkańców, miejscowość w całym stanie Iowa.